# Saint-Gaudent
Saint-Gaudent és un municipi francès situat al departament de la Viena i a la regió de la Nova Aquitània. L'any 2007 tenia 290 habitants.

## Demografia

### Població
El 2007 la població de fet de Saint-Gaudent era de 290 persones. Hi havia 131 famílies de les quals 36 eren unipersonals (20 homes vivint sols i 16 dones vivint soles), 63 parelles sense fills, 24 parelles amb fills i 8 famílies monoparentals amb fills.
La població ha evolucionat segons el següent gràfic:
Habitants censats

### Habitatges

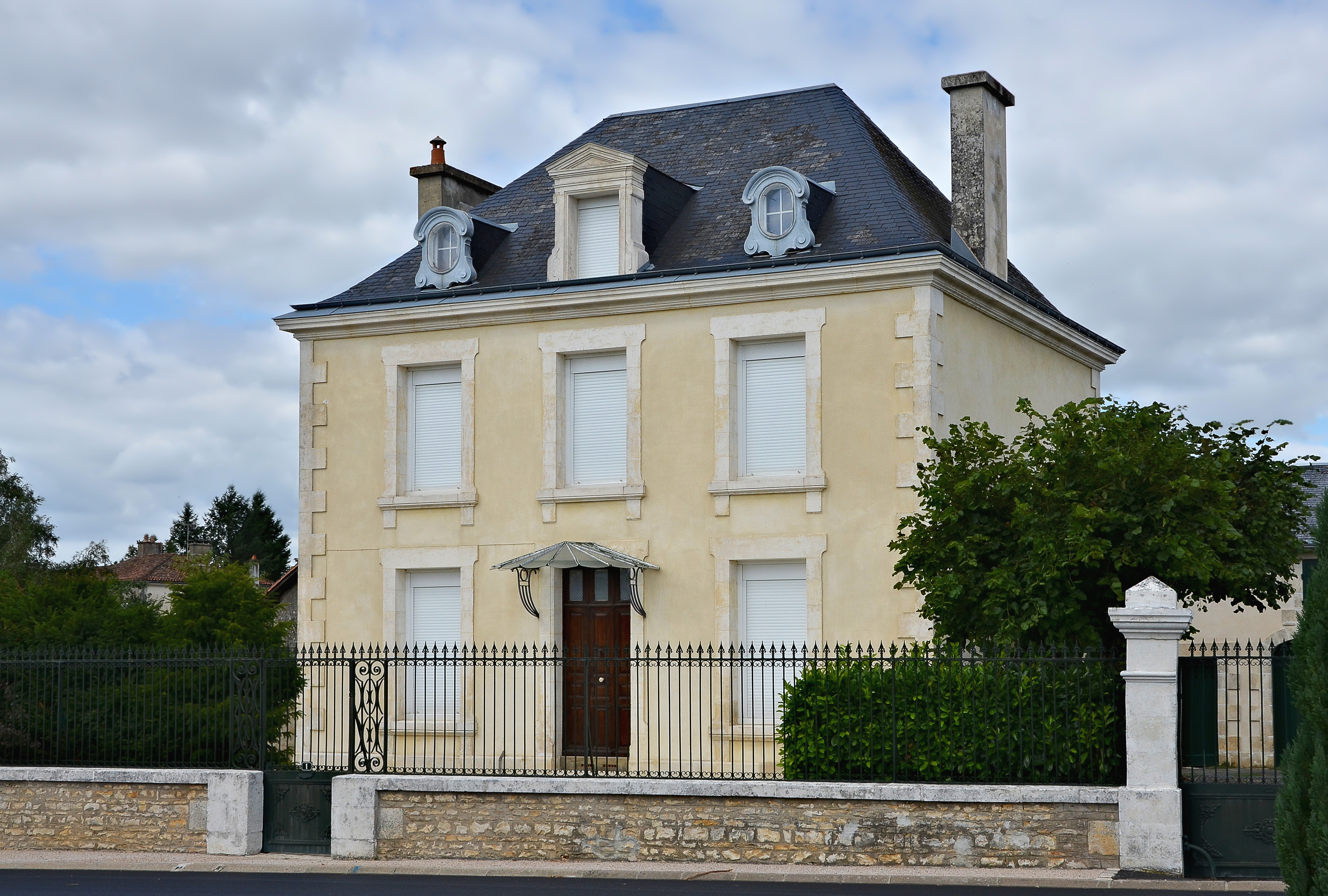
Casa de Saint-Gaudent

El 2007 hi havia 165 habitatges, 132 eren l'habitatge principal de la família, 15 eren segones residències i 17 estaven desocupats. 164 eren cases i 1 era un apartament. Dels 132 habitatges principals, 116 estaven ocupats pels seus propietaris, 13 estaven llogats i ocupats pels llogaters i 3 estaven cedits a títol gratuït; 4 tenien una cambra, 5 en tenien dues, 14 en tenien tres, 30 en tenien quatre i 80 en tenien cinc o més. 105 habitatges disposaven pel capbaix d'una plaça de pàrquing. A 54 habitatges hi havia un automòbil i a 64 n'hi havia dos o més.

### Piràmide de població
La piràmide de població per edats i sexe el 2009 era:
| Homes | Edats   | Dones |
| ----- | ------- | ----- |
| 0     | 95 o +  | 0     |
| 0     | 90 a 94 | 0     |
| 4     | 85 a 89 | 8     |
| 0     | 80 a 84 | 0     |
| 8     | 75 a 79 | 8     |
| 12    | 70 a 74 | 8     |
| 20    | 65 a 69 | 20    |
| 12    | 60 a 64 | 0     |
| 12    | 55 a 59 | 12    |
| 8     | 50 a 54 | 4     |
| 20    | 45 a 49 | 24    |
| 8     | 40 a 44 | 4     |
| 12    | 35 a 39 | 8     |
| 16    | 30 a 34 | 20    |
| 16    | 25 a 29 | 0     |
| 4     | 20 a 24 | 4     |
| 0     | 15 a 19 | 16    |
| 8     | 10 a 14 | 4     |
| 12    | 5 a 9   | 0     |
| 4     | 0 a 4   | 4     |

## Economia
El 2007 la població en edat de treballar era de 181 persones, 129 eren actives i 52 eren inactives. De les 129 persones actives 119 estaven ocupades (63 homes i 56 dones) i 10 estaven aturades (3 homes i 7 dones). De les 52 persones inactives 36 estaven jubilades, 5 estaven estudiant i 11 estaven classificades com a «altres inactius».

### Ingressos
El 2009 a Saint-Gaudent hi havia 132 unitats fiscals que integraven 300 persones, la mediana anual d'ingressos fiscals per persona era de 16.621 €.

### Activitats econòmiques
Dels 8 establiments que hi havia el 2007, 1 era d'una empresa extractiva, 1 d'una empresa de comerç i reparació d'automòbils, 1 d'una empresa immobiliària i 5 d'empreses de serveis.
L'únic servei als particulars que hi havia el 2009 era una agència immobiliària.
L'any 2000 a Saint-Gaudent hi havia 23 explotacions agrícoles que ocupaven un total de 981 hectàrees.

## Equipaments sanitaris i escolars
El 2009 hi havia una escola elemental integrada dins d'un grup escolar amb les comunes properes formant una escola dispersa.

## Poblacions més properes
El següent diagrama mostra les poblacions més properes.